# Episodi di The O.C. (prima stagione)
La prima stagione di The O.C. è stata trasmessa negli Stati Uniti in prima visione sul canale televisivo Fox dal 5 agosto 2003 al 5 maggio 2004. 
In Italia, la stagione è stata trasmessa su Italia 1 dal 7 settembre al 1º dicembre 2004.
| nº | Titolo originale          | Titolo italiano          | Prima TV USA      | Prima TV Italia   |
| -- | ------------------------- | ------------------------ | ----------------- | ----------------- |
| 1  | Pilot                     | Orange County            | 5 agosto 2003     | 7 settembre 2004  |
| 2  | The Model Home            | Il nascondiglio perfetto | 12 agosto 2003    | 7 settembre 2004  |
| 3  | The Gamble                | Una casa sicura          | 19 agosto 2003    | 8 settembre 2004  |
| 4  | The Debut                 | Il ballo                 | 26 agosto 2003    | 8 settembre 2004  |
| 5  | The Outsider              | L'outsider               | 2 settembre 2003  | 15 settembre 2004 |
| 6  | The Girlfriend            | La fidanzata             | 9 settembre 2003  | 15 settembre 2004 |
| 7  | The Escape                | La fuga                  | 16 settembre 2003 | 22 settembre 2004 |
| 8  | The Rescue                | Il salvataggio           | 29 ottobre 2003   | 22 settembre 2004 |
| 9  | The Heights               | I sentimenti             | 5 novembre 2003   | 29 settembre 2004 |
| 10 | The Perfect Couple        | La coppia perfetta       | 12 novembre 2003  | 29 settembre 2004 |
| 11 | The Homecoming            | Il ritorno               | 19 novembre 2003  | 6 ottobre 2004    |
| 12 | The Secret                | Il segreto               | 26 novembre 2003  | 6 ottobre 2004    |
| 13 | The Best Chrismukkah Ever | La festa di tutti        | 3 dicembre 2003   | 13 ottobre 2004   |
| 14 | The Countdown             | Conto alla rovescia      | 17 dicembre 2003  | 13 ottobre 2004   |
| 15 | The Third Wheel           | Il terzo incomodo        | 7 gennaio 2004    | 20 ottobre 2004   |
| 16 | The Links                 | Sul campo da golf        | 14 gennaio 2004   | 20 ottobre 2004   |
| 17 | The Rivals                | Rivali                   | 21 gennaio 2004   | 26 ottobre 2004   |
| 18 | The Truth                 | La verità                | 11 febbraio 2004  | 26 ottobre 2004   |
| 19 | The Heartbreak            | Cuore infranto           | 18 febbraio 2004  | 27 ottobre 2004   |
| 20 | The Telenovela            | La telenovela            | 25 febbraio 2004  | 27 ottobre 2004   |
| 21 | The Goodbye Girl          | Ragazze in partenza      | 3 marzo 2004      | 10 novembre 2004  |
| 22 | The L.A.                  | La città incantata       | 24 marzo 2004     | 10 novembre 2004  |
| 23 | The Nana                  | La nonna                 | 31 marzo 2004     | 17 novembre 2004  |
| 24 | The Proposal              | La proposta              | 14 aprile 2004    | 17 novembre 2004  |
| 25 | The Shower                | Il fidanzamento          | 21 aprile 2004    | 1º dicembre 2004  |
| 26 | The Strip                 | Senza veli               | 28 aprile 2004    | 1º dicembre 2004  |
| 27 | The Ties That Bind        | I nodi al pettine        | 5 maggio 2004     | 1º dicembre 2004  |

## Orange County

- Titolo originale: Pilot
- Diretto da: Doug Liman
- Scritto da: Josh Schwartz

### Trama
Ryan Atwood, un adolescente di Chino, viene arrestato assieme al fratello maggiore Trey per aver tentato di rubare una macchina. A differenza del fratello, Ryan è minorenne e non ha precedenti penali, e l'avvocato Sandy Cohen, suo difensore d'ufficio, riesce ad ottenere per lui il rilascio su cauzione; non appena tornato a casa, però, Ryan viene cacciato dalla madre alcolizzata Dawn e dal compagno violento di lei. Rimasto senza un tetto sopra la testa, Ryan è costretto a chiedere aiuto a Sandy, il quale prende a cuore le sorti del ragazzo e lo ospita per qualche giorno in casa propria, nella benestante Newport Beach. Qui, Ryan fa la conoscenza di Seth, introverso ed emarginato figlio di Sandy, e Marissa Cooper, figlia dei vicini di casa dei Cohen, che si mostrano amichevoli nei suoi confronti; una ben più fredda accoglienza gli viene invece riservata da Kirsten, moglie di Sandy, che teme che Ryan possa avere una cattiva influenza su Seth. La sera successiva, i Cohen si recano ad una sfilata di beneficenza a cui prenderà parte anche Marissa e portano con loro Ryan, invitato dalla ragazza; durante l'evento, Ryan fa la conoscenza di Summer Roberts, migliore amica di Marissa, di cui Seth è perdutamente innamorato - ma con la quale non ha mai avuto il coraggio di scambiare neanche una parola. Summer, intrigata da Ryan, lo invita ad una festa a casa di amici e Ryan convince Seth ad accompagnarlo per dargli finalmente modo di avvicinare l'amata; le cose, però, non vanno per il verso giusto perché Summer, ubriaca, mostra chiaramente di essere interessata a Ryan, mentre ignora completamente Seth. Come se non bastasse, Ryan si azzuffa con Luke Ward, il prepotente ragazzo di Marissa, per difendere Seth; il mattino dopo, i segni della rissa sono evidenti sia su Seth che su Ryan, e Kirsten, furibonda, ordina a Sandy di rimandare il ragazzo a Chino. Tornato a casa, però, Ryan scopre che Dawn ha svuotato la casa e se n'è andata; Sandy, allora, decide di riportarlo con sé a Newport.
- Altri interpreti: Melinda Clarke (Julie Cooper), Rachel Bilson (Summer Roberts), Daphne Ashbrook (Dawn Atwood), Chris Carmack (Luke Ward), Ruth Williamson (Peggy), Ashley Hartman (Holly Fischer), Bradley Stryker (Trey Atwood), Shailene Woodley (Kaitlin Cooper), Drew Fuller (Norland)
- Musica: California - Phantom Planet, Show Me - Cham Pain, Sweet Honey - Slightly Stoopid, All Around the World - The Cooler Kids, Swing, Swing - All American Rejects, Hands Up - The Black Eyed Peas, I'm a Player - The KGB's, Let it Roll - Maximum Roach, Into Dust - Mazzy Star, Honey and the Moon - Joseph Arthur

## Il nascondiglio perfetto
- Titolo originale: The Model Home
- Diretto da: Doug Liman
- Scritto da: Josh Schwartz (storia), Allan Heinberg (storia), Josh Schwartz (sceneggiatura)

### Trama
Kirsten non è per nulla contenta del ritorno di Ryan e vuole che il ragazzo se ne vada il prima possibile, con grande rabbia di Seth, che non vuole perdere il suo unico amico. Sandy, consapevole che le possibilità di Ryan di essere adottato sono praticamente inesistenti, dispone che il ragazzo vada a vivere in una casa famiglia fino al raggiungimento della maggiore età; Ryan decide di scappare, e Seth, con l'aiuto di Marissa, lo nasconde in una delle proprietà di Kirsten, un'abitazione "tipo" che la donna deve ristrutturare per conto del Newport Group, la società immobiliare fondata da suo padre di cui lei stessa è una dirigente. Nella casa, i tre assistono per puro caso ad una conversazione tra Kirsten e Jimmy Cooper, il padre di Marissa: Jimmy, un promotore finanziario, si è gravemente indebitato e chiede a Kirsten un prestito di centomila dollari, turbando profondamente Marissa, che non aveva idea della situazione; come se non bastasse, da un accenno di Kirsten i ragazzi vengono a sapere che l'indomani arriveranno gli operai per ultimare la ristrutturazione, e Ryan è perciò costretto ad andarsene. Quella sera, Marissa va ad una festa assieme a Luke, ma nel bel mezzo della serata decide di raggiungere Ryan, per il quale sta iniziando a provare qualcosa, proponendogli di trascorrere la notte assieme; il ragazzo, che ricambia i suoi sentimenti, rifiuta per non rendere il distacco ancora più doloroso, ferendola, e Marissa se ne va in lacrime. All'abitazione arriva però Luke, che ha seguito Marissa: fraintendendo la situazione, il ragazzo aggredisce Ryan, e nella colluttazione la casa prende fuoco. Ryan rimane intrappolato, e Luke, pentito, rischia la vita per portarlo in salvo. Dopo aver tentato per l'ennesima volta la fuga, Ryan capisce che continuare a scappare è inutile e, con l'aiuto di Luke, torna dai Cohen per scusarsi e si costituisce, venendo arrestato.
- Altri interpreti: Melinda Clarke (Julie Cooper), Rachel Bilson (Summer Roberts), Ashley Hartman (Holly Fischer), Adam Grimes (Nordlund), Josh Kloss (Saunders), Shailene Woodley (Kaitlin Cooper), Dwight Hicks (sceriffo), Steven M. Gagnon (Investigatore sull'incendio), Carrie Armstrong (Diner Cashier), Tate Donovan (Jimmy Cooper)
- Musica: California - Rufus Wainwright, I'm a Terrible Person - Rooney, Caught by the River - Doves, In Your Eyes - Aaron D, Do It With Madonna - The Androids, Hallelujah - Jeff Buckley, We're Going Out Tonight - Shady Lady

## Una casa sicura
- Titolo originale: The Gamble
- Diretto da: Ian Toynton
- Scritto da: Josh Schwartz, Jane Espenson

### Trama
In carcere, Sandy incontra Ryan e lo informa della situazione: Kirsten e il Newport Group hanno rinunciato a procedere nei suoi confronti, ma Ryan non può comunque essere rilasciato perché, in quanto minorenne, è necessario che qualcuno se ne assuma la tutela. Mentre Sandy si adopera per rintracciare Dawn, Seth, furibondo con i genitori, decide di andare a trovare Ryan e riesce a convincere Kirsten ad accompagnarlo; Kirsten rimane molto toccata quando Ryan interviene per proteggerla da un detenuto violento e finalmente accetta di dargli una possibilità, accogliendolo in casa ma rimanendo comunque decisa a ritrovare sua madre. Ryan, Seth, Luke e Marissa danno una mano nell'allestimento di una festa di beneficenza organizzata da Kirsten e da Julie Cooper, madre di Marissa, notoriamente ipocrita e pettegola: la presenza di Ryan è motivo di maldicenze nei confronti dei Cohen da parte di Julie, voci che tuttavia si placano quando Sandy rende noto a tutti che Julie stessa proviene dai bassifondi, proprio come Ryan. Julie, oltraggiata, informa Jimmy, che a questo punto è costretto a rivelarle del prestito avuto da Kirsten e l'avverte di non inimicarsi i Cohen. Sandy, nel frattempo, riesce a trovare Dawn e la porta a Newport per incontrare Ryan: il ragazzo, dapprima pieno di rabbia, accetta di dare una possibilità alla madre e Kirsten, sperando di aiutarli a riconciliarsi, invita Dawn alla serata di beneficenza. Dopo un inizio tranquillo, però, l'evento si trasforma in un disastro: Julie, che non ha preso bene la rivelazione di Jimmy, svela a Sandy del prestito, causando alcune incomprensioni tra Sandy e Kirsten, e Dawn si ubriaca sotto gli occhi di Ryan e dell'intera Newport. La serata fila liscia invece per Luke e Marissa, che riescono a riappacificarsi, e per Seth, che finalmente trascorre un po' di tempo con Summer, nonostante la ragazza non riesca a ricordarsi il suo nome. Il giorno dopo, Dawn decide di andarsene da Newport e di affidare Ryan a Kirsten: si è infatti resa conto di non essere in grado di far funzionare le cose e che Ryan, dopo pochi giorni trascorsi con i Cohen, vede già in Kirsten la madre che Dawn non ha saputo essere. Kirsten, ormai affezionatasi al ragazzo, non ha cuore di mandarlo via un'altra volta e annuncia a Sandy e Seth che Ryan rimarrà a vivere con loro.
- Altri interpreti: Melinda Clarke (Julie Cooper), Rachel Bilson (Summer Roberts), Daphne Ashbrook (Dawn Atwood), Kimberly Oja (Taryn Baker), Francis Capra (Z), Adam Grimes (Nordlund), Josh Kloss (Saunders), Devin Mills (Karen, donna di Newport n. 1), Kimberly Stanphill (Betsy, donna di Newport n. 2), Erica Toffel (Venditore), Lisa K. Wyatt (Cliente), Jessyka Ellington (Studente)
- Musica: Wanna Be Happy - Brooke, Sing Sing Sing (with a Swing) - James Horner, Rain City - Turin Brakes

## Il ballo
- Titolo originale: The Debut
- Diretto da: Daniel Attias
- Scritto da: Allan Heinberg, Josh Schwartz

### Trama
Kirsten e Sandy comunicano a Ryan la loro volontà di diventare i suoi tutori legali, così che il ragazzo possa diventare a tutti gli effetti un membro della famiglia. Ryan ne è entusiasta, ma al tempo stesso  sa che dovrà evitare di cacciarsi nei guai.
Il ballo delle debuttanti si avvicina e tra le altre cose che Ryan deve procurarsi c'è anche uno smoking. In un negozio incontra Marissa, a cui comunica la decisione di restare a Newport Beach, assieme a Luke e Summer. Quest'ultima, affascinata dal suo essere misterioso, sembra preferirlo a Seth.
Sandy scopre che Jimmy è indagato per truffa e lo comunica a Kirsten, che decide di chiarire direttamente con lui. Seth e Ryan vanno alle prove per il ballo: il primo farà coppia con una scontenta Summer, il secondo con Anna Stern, una ragazza arrivata da poco in città. Kirsten chiede a Sandy di occuparsi del caso di Jimmy, ma lui rifiuta. Ryan e Seth vengono invitati ad una festa dove Luke, in preda alla gelosia, aggredisce Ryan senza che quest'ultimo reagisca, avendo infatti promesso a Kirsten e Sandy di mantenere una condotta irreprensibile.
Il giorno del ballo, in molti non sembrano intenzionati a parteciparvi: Ryan perché non vuol rischiare di infrangere la promessa fatta a Kirsten, Marissa perché ha litigato per l'ennesima volta con Luke, Sandy perché non vuole vedere Jimmy, il quale a sua volta non vuole incontrare i suoi creditori, che sono diventati sempre più insistenti. Superate le rispettive titubanze, Marissa e Ryan si recano insieme suscitando l'ira di Luke, che decide di lasciare la fidanzata. Jimmy e Sandy partecipano invece per accontentare Julie e Kirsten.
Seth, rifiutato come cavaliere da Summer all'ultimo momento, decide di accompagnare Anna, scoprendo di avere in comune con la ragazza sia la passione per i fumetti sia quella per la barca a vela, lasciando proprio Summer visibilmente infastidita. Il ballo viene brutalmente interrotto quanto Greg Fischer, uno dei creditori di Jimmy, scopre che lui ha perso tutti i suoi soldi e lo prende a pugni. Marissa, sconvolta, fugge a casa.
- Altri interpreti: Melinda Clarke (Julie Cooper), Rachel Bilson (Summer Roberts), Christopher Cousins (Greg Fischer), Samaire Armstrong (Anna Stern), Ruth Williamson (Peggy), Ashley Hartman (Holly Fischer), Adam Grimes (Nordlund), Shailene Woodley (Poliziotta Kaitlin), Barry Wiggins (Steve), Paul Witten (Coordinatore della moda), Milby Barron (Cashier)
- Musica: Why Can't I - Liz Phair, Lazy Days - Leona Naess, Play Some D - Brassy, To Sheila - Smashing Pumpkins

## L'outsider
- Titolo originale: The Outsider
- Diretto da: Jesús Salvador Treviño
- Scritto da: Melissa Rosenberg

### Trama
Ryan, stufo di dipendere dai suoi genitori adottivi, decide di trovarsi un lavoro. Viene assunto come cameriere in un ristorante e lì conosce Donnie, un collega che è arrivato a Newport Beach da Corona, una città molto simile a Chino.
Ryan incontra Marissa al ristorante e le chiede di uscire, ma la ragazza, confusa e distratta per la situazione di suo padre e per la storia in sospeso con Luke, rifiuta l'invito. Seth non sa come passare il tempo e decide di incontrare Ryan alla fine del turno, ma questi ha già accettato di uscire con Donnie. Kirsten, Julie e le loro amiche si recano in una beauty farm per rilassarsi, ma Julie è gelosa di Kirsten che, oltre ad avere un padre molto ricco, ha anche un lavoro ben retribuito e fa intuire la sua volontà di divorziare da Jimmy. Sandy si offre di aiutare legalmente Jimmy e per distrarlo dai suoi guai gli propone di passare una serata a divertirsi insieme.
Ryan propone un nuovo appuntamento a Marissa, che però lo invita a casa sua dovendo badare alla sorella minore Kaitlin. Seth decide di accompagnare Donnie ad una festa ma Ryan, che non si fida a lasciarlo solo con il collega, decide di accompagnarlo a discapito di Marissa, delusa dal comportamento del ragazzo. Kirsten e Julie litigano perché la prima difende Jimmy davanti a tutte le sue amiche, mentre la seconda rivela che il marito ama ancora Kirsten (in passato Jimmy e Kirsten erano stati fidanzati).
Seth, per sdebitarsi con Ryan, chiede a Marissa di concedere all'amico un'altra possibilità. La ragazza accetta, cenando insieme a Ryan a casa Cohen e trascorrendo una serata divertente che conferma la reciproca attrazione. Seth ricambia il precedente invito di Donnie accompagnandolo ad una festa a Newport Beach, alla quale è presente anche Luke. Irritato per le provocazioni ricevute a causa delle sue umili origini, Donnie aggredisce Luke e lo minaccia con una pistola con l'intento di spaventarlo. Seth non si fida di Donnie e chiama Ryan, che corre in suo aiuto. Tentando di togliere la pistola dalle mani di Donnie, Ryan non riesce ad evitare che parta un colpo, che ferisce Luke ad un braccio. Tornando a casa, Kirsten e Julie si chiariscono e più tardi Jimmy chiede alla moglie se preferisce liquidare i beni, per pagare i debiti e rimanere insieme, oppure dichiarare la bancarotta facendolo, così, finire in carcere.
- Altri interpreti: Melinda Clarke (Julie Cooper), Rachel Bilson (Summer Roberts), Paul Wesley (Donnie), Kimberly Oja (Taryn Baker), Ashley Hartman (Holly Fischer), Kimberly Stanphill (Betsy), Devin Mills (Karen), Robert A. Guthrie (Ragazzo con la sbarra), Michelle Dominique (Girlfriend)
- Musica: The Way We Get By - Spoon, Sucka MCs - The Grand Skeems, Eya Eya Oy - The Grand Skeems, Let's Get Retarted - The Black Eyed Peas, Brick by Brick - Grade 8, Rock Like This - The Grand Skeems, All Kinds of Time - Fountains of Wayne, Rolling with the Heat - The Roots

## La fidanzata
- Titolo originale: The Girlfriend
- Diretto da: Steven Robman
- Scritto da: Debra J. Fisher (storia), Erica Messer (storia), Josh Schwartz (sceneggiatura)

### Trama
Caleb Nichol, il padre di Kirsten nonché proprietario della maggior parte degli edifici e dei terreni a Newport Beach, giunge in visita insieme a Gabrielle, la sua giovane nuova compagna. Kirsten sta organizzando una festa di compleanno in onore di suo padre ma Caleb, irritato del fatto che Kirsten abbia adottato Ryan senza parlarne con lui e dispiaciuto per alcuni cattivi investimenti da parte della figlia, decide di ridimensionarla sul lavoro, lasciandola molto delusa.
Luke cerca di riconquistare Marissa sostenendola nel difficile momento che sta attraversando, accentuato dal fatto che Julie ha comunicato a Jimmy la volontà di divorziare. Gabrielle trascorre parecchio tempo insieme a Ryan con l'intenzione di conoscerlo meglio: entrambi hanno umili origini ed un passato difficile da lasciarsi alle spalle. Marissa comunica a Ryan l'intenzione di ricominciare una storia con Luke, mentre Summer chiede a Seth di invitarla alla festa del nonno, nella speranza di conoscere qualche persona importante. Sandy, di fede ebraica, non è mai andato a genio a Caleb e viceversa, ma un suo tentativo di convincere Kirsten ad abbandonare il suo lavoro e trasferirsi li porta entrambi a litigare con Caleb. La discussione permette a Gabrielle e Ryan di rimanere da soli e scambiarsi un bacio.
La sera della festa Jimmy ha intenzione di chiedere a Caleb di assumerlo, ma quest'ultimo rifiuta. Ryan si ritira nella sua casetta in piscina ma viene raggiunto da Gabrielle, che lo bacia nuovamente. Marissa, decisa a confessare i suoi sentimenti a Ryan, li sorprende in intimità e ferita dalla scena si reca da Luke, per fare l'amore con lui per la prima volta. Seth, dopo essere stato ignorato tutta la sera da Summer, la rimprovera confessandole di amarla da sempre e citandole una poesia che la stessa scrisse alle scuole elementari. Rapita dal genuino affetto che Seth prova per lei, Summer lo bacia.
Caleb e Kirsten, grazie anche all'intercessione di Sandy, superano le incomprensioni avute mentre Ryan decide di confessare i suoi sentimenti a Marissa, nel frattempo tornata a casa dopo la nottata trascorsa con Luke. Quando capisce cosa Ryan stia per dirle, Marissa gli risponde che è troppo tardi.
- Altri interpreti: Melinda Clarke (Julie Cooper), Rachel Bilson (Summer Roberts), Alan Dale (Caleb Nichol), Nichole Hiltz (Gabrielle), Mark Heidelberger (Cameriere al party)
- Musica: You're So Damn Hot- OK Go, Wait For Me- The Runaways, Disco Church- The Faders, Break- Palm Street, More Bounce- Soul Kid #1, Do You- User, Hollow- Tricky, You and I Both- Jason Mraz - AOL song

## La fuga
- Titolo originale: The Escape
- Diretto da: Sanford Bookstaver
- Scritto da: Josh Schwartz

### Trama
Per festeggiare l'ultimo fine settimana delle vacanze estive, Seth convince Ryan ad accompagnarlo a Tijuana, in Messico, all'insaputa dei genitori, a cui dice invece di andare alla convention del fumetto come fa ogni anno. Nel frattempo, Jimmy cerca un appartamento in cui traslocare ma, non trovandolo, chiede nuovamente aiuto a Kirsten. Sandy, grazie alla raccomandazione di Rachel, una sua ex collega, sostiene un colloquio di lavoro presso uno studio legale che gli offrirebbe un impiego meglio retribuito.
Marissa non ha intenzione di partire per Tijuana e preferirebbe non lasciare solo il padre, ma Jimmy insiste affinché la ragazza parta. Incontra i suoi amici nel ristorante dove lavora Ryan, ma ancora gelosa per averlo scoperto con la fidanzata di Caleb lo snobba. Seth origlia i discorsi di Summer, che non ha più un passaggio per andare a Tijuana a causa della decisione di Marissa. Jimmy dovrà lasciare casa non più tardi di domenica e per evitarle il dispiacere di vederlo andare via convince Marissa a partire per Tijuana insieme a Summer, Seth e Ryan. Un incidente di percorso dovuto ai battibecchi tra Seth e Summer costringe i ragazzi a passare la notte in un motel aspettando che la macchina venga riparata.
Sandy riferisce alla moglie di voler accettare il lavoro, ma Kirsten cerca di farlo desistere. Marissa e Ryan continuano a discutere riguardo Gabrielle e Luke fino a quanto Jimmy chiama la figlia per comunicarle del divorzio fra lui e la moglie. Marissa, sconvolta, si addormenta in lacrime vicino a Ryan. La mattina dopo Summer, figlia di genitori divorziati, la convince a proseguire la vacanza: ripartono così alla volta del Messico. Kirsten continua ad aiutare Jimmy a sistemare la sua nuova casa e questi, in un momento di debolezza, la bacia, senza però essere ricambiato.
Arrivati a Tijuana, Marissa scopre Luke in compagnia di Holly, una delle sue migliori amiche, la quale le rivela che Luke l'aveva fatto molte altre volte. Tornata all'hotel Marissa trova nella borsetta di Summer degli analgesici (che Summer aveva comprato per la sua matrigna), scappa dall'albergo, li ingerisce con dell'alcool e, quando gli altri la ritrovano, è collassata in un vicolo. Summer, sconvolta, non riesce a guardare mentre Ryan si precipita a soccorrerla.
- Altri interpreti: Rachel Bilson (Summer Roberts), Bonnie Somerville (Rachel Hoffman), Ashley Hartman (Holly Fischer), Mary Castro (Spogliarellista sul palo), Shane Ryan (Ragazzo del club nel combattimento)
- Musica: Good Day- Luce, A Movie Script Ending- Death Cab for Cuties, Out of Control- Chemical Brothers, Ritmo De Oro- Los Cubaztecas, La Conga De Santiago- Los Cubaztecas, Going Under- Rockers Hi Fi, Into Dust- Mazzy Star, Space- Something Corporate - AOL song

## Il salvataggio
- Titolo originale: The Rescue
- Diretto da: Michael Lange
- Scritto da: Allan Heinberg (storia), Melissa Rosenberg (sceneggiatura)

### Trama
Dall'ospedale in cui è ricoverata Marissa giungono buone notizie: è di nuovo cosciente ed entro un paio di giorni sarà dimessa. Jimmy contatta Sandy, Kirsten, Seth e Ryan e li invita a passarla a trovare. Julie, furente nei confronti di Ryan, ritenendolo la causa del tracollo della figlia, ordina al ragazzo di non frequentare più Marissa e minaccia di rispedirlo in riformatorio.
Ryan sostiene un colloquio con la preside della Harbor High School, la sua nuova scuola, scoprendo che per essere ammesso dovrà passare un esame. Sandy, nel frattempo, ha accettato l'impiego ed inizia a prendere confidenza con il nuovo ufficio ed i nuovi colleghi.
Julie ritiene necessario il ricovero di Marissa in una clinica psichiatrica a San Diego, ma per il trasferimento occorre il consenso di entrambi i genitori. Di fronte alla contrarietà di Jimmy, Julie lo minaccia di chiedere la custodia esclusiva delle figlie. Marissa ascolta involontariamente la conversazione e chiede aiuto ai suoi amici, che si attivano prontamente. Anche Ryan, impegnato a sostenere il suo esame, corre da lei lasciandolo a metà.
Sandy non è soddisfatto del nuovo lavoro: le udienze in tribunale sono poche a fronte di un imponente carico di lavoro in ufficio, inoltre ritiene le cause dei facoltosi clienti dello studio siano molto stupide e superficiali. Marissa sostiene un colloquio in ospedale con una psichiatra, alla quale riferisce dei suoi problemi con Luke, con l'alcool e soprattutto con la madre. Nonostante le venga comunicato che il ricovero sia eccessivo, Julie opta per il trasferimento immediato di Marissa, facendole credere che anche il padre sia d'accordo. Luke, venuto a riappacificarsi con Marissa, collabora con gli altri ragazzi per favorire la fuga della ragazza.
Jimmy chiede per l'ennesima volta l'aiuto di Kirsten per affrontare legalmente la moglie sulla questione dell'affidamento recandosi da Sandy, che però sta festeggiando il primo giorno di lavoro con Rachel. Jimmy trova Marissa una volta tornato a casa mentre Sandy deve dare delle spiegazioni a Kirsten, gelosa della collega di lavoro. Ryan e Julie si affrontano riguardo al futuro di Marissa, che vuole restare con il padre a Newport Beach, ma Julie non accetta e se ne va infuriata. La difficile situazione di Marissa ha tuttavia permesso a Summer e Seth di legare moltissimo. La mattina dopo, Ryan confida alla preside il motivo per cui ha lasciato in sospeso l'esame e, dopo averlo terminato, viene ammesso alla Harbor.
- Altri interpreti: Melinda Clarke (Julie Cooper), Rachel Bilson (Summer Roberts), Bonnie Somerville (Rachel Hoffman), Rosalind Chao (preside Kim), April Grace (Dr. Burke)
- Musica: Keep It Together- Guster, Let the Bad Times Roll- Paul Westerberg, Le Femme D'argent - Air

## I sentimenti
- Titolo originale: The Heights
- Diretto da: Patrick R. Norris
- Scritto da: Debra J. Fisher, Erica Messer

### Trama
Con la fine dell'estate e l'inizio del nuovo anno scolastico, a Newport Beach pare tornare la normalità ma per Seth, Ryan e Marissa è giunto il momento di affrontare il primo giorno di scuola. Seth, come al solito, viene deriso dagli altri ragazzi ed ignorato da Summer, Ryan si sente a disagio in un ambiente così altolocato mentre Marissa deve affrontare tutti i pettegolezzi che la riguardano (il tradimento di Luke, il tentato suicidio e la bancarotta del padre).
Seth continua a corteggiare Summer sebbene lei, in pubblico, finga di non avere alcun interesse per lui. I goffi approcci di Seth sono duramente criticati da Anna, la ragazza che ha conosciuto al ballo delle debuttanti, che lo rimprovera di non avere abbastanza carattere per conquistare Summer. Si offre così di aiutarlo. Rachel propone a Sandy un caso riguardante il Newport Group, la società di Caleb e Kirsten. Toccate le corde giuste, Sandy si vede costretto ad accettare. Quando lo scopre, Kirsten non la prende molto bene ma, nonostante tutto, il profondo amore che la lega a Sandy permette loro di rimanere uniti.
Luke cerca in tutti i modi di recuperare il rapporto con Marissa, la quale rischia a sua volta di compromettere quello con Ryan. Alla festa d'inaugurazione dell'anno scolastico Anna bacia Seth capendo di provare per lui qualcosa in più della semplice amicizia, ma Seth crede sia solo una parte del piano per conquistare e far ingelosire Summer e che Anna l'abbia baciato esclusivamente a tal fine. Ryan decide di seguire Marissa sulla ruota panoramica per chiarirsi, ma Anna chiede al macchinista di bloccarla così da permettere a Marissa di baciare Ryan per distrarlo dalla sua paura per l'altezza, dando inizio alla loro storia.
- Altri interpreti: Rachel Bilson (Summer Roberts), Bonnie Somerville (Rachel Hoffman), Samaire Armstrong (Anna Stern), Rosalind Chao (preside Kim), Eric Allan Kramer (Allenatore di calcio), Ashley Hartman (Holly Fischer), Melissa Strom (Ragazza n. 1), Sarah Carroll (Ragazza n. 2), Keri Lynn Pratt (Ragazza n. 3), Adam Vanderwielen (Artista dei palloncini)
- Musica: Paint the Silence- South, Don't Give Up On Me- Soloman Burke, How Good Can It Be- The 88

## La coppia perfetta
- Titolo originale: The Perfect Couple
- Diretto da: Michael Fresco
- Scritto da: Allan Heinberg

### Trama
Il giorno dell'incontro tra il Newport Group e lo studio di Sandy e Rachel si avvicina, con ovvie ripercussioni sulla vita matrimoniale di Sandy e Kirsten, quasi interamente assorbita dai rispettivi impegni lavorativi.
Ryan è preoccupato per il primo appuntamento con Marissa e teme di deluderla con una serata non all'altezza delle aspettative. Chiede così qualche consiglio per l'organizzazione ad Anna, a sua volta delusa da Seth, che pare non interessarsi sufficientemente a lei perché, senza rendersene conto, parla unicamente di Summer.
Julie decide di organizzare una serata di beneficenza e chiede aiuto a Marissa, scusandosi per il suo comportamento. Decide di appianare anche le divergenze con Ryan, rendendosi conto che il ragazzo vuole davvero bene a Marissa.
L'incontro di lavoro fra il Newport Group e lo studio legale non produce i risultati sperati, tanto che Sandy e Caleb non perdono occasione per offendersi a vicenda. Ryan scopre casualmente della relazione clandestina fra Caleb e Julie, che a sua volta capisce di essere stata scoperta.
Seth si reca alla serata di beneficenza accompagnato da Anna, suscitando la gelosia di Summer, mentre Marissa e Ryan annullano il loro appuntamento romantico per potervi partecipare. Sandy, rimasto in ufficio per ultimare il fasciolo sul Newport Group insieme a Rachel, respinge la collega nel momento in cui tenta di baciarlo. Ryan rivela a Marissa della relazione segreta della madre e ne resta sconvolta, sicura del fatto che i suoi genitori sarebbero tornati insieme.
Seth scambia qualche parola con Summer, che all'improvviso lo bacia appassionatamente prima di scappare, lasciandolo molto sorpreso. Marissa, invitata da Julie per un discorso sulla serata, rende pubblica la relazione fra la madre e Caleb, facendoli infuriare e lasciando Jimmy e Kirsten di stucco. Ryan e Marissa tornano a casa e dormono insieme.
- Altri interpreti: Melinda Clarke (Julie Cooper), Rachel Bilson (Summer Roberts), Bonnie Somerville (Rachel Hoffman), Samaire Armstrong (Anna Stern), Alan Dale (Caleb Nichol), Shailene Woodley (Kaitlin Cooper), Josh Kloss (Chip Saunders), Kelly McCracken (Fotografo della Riviera)
- Musica: Strange and Beautiful- Aqualung, A Fine Romance- Stacy Kent, Breathe- Leaves

## Il ritorno
- Titolo originale: The Homecoming
- Diretto da: Keith Samples
- Scritto da: Josh Schwartz, Brian Oh

### Trama
È il Giorno del ringraziamento e Trey, il fratello di Ryan, telefona dalla prigione, chiedendo al fratello di andare a trovarlo. Ryan vorrebbe rimanere a casa e partecipare al pranzo insieme a Kirsten, Sandy, Seth, Anna, Jimmy e Rachel, ma decide di fare una rapida visita al fratello.
Marissa, curiosa di scoprire qualcosa in più sulla vita precedente di Ryan, decide di accompagnarlo a Chino. Giunto alla prigione, Ryan scopre che Trey lo voleva vedere solo per chiedergli un favore: consegnare una macchina rubata ad un ricettatore con cui è in debito, evitando di finire in guai peggiori.
Kirsten e Sandy hanno invitato Jimmy e Rachel con la scusa di farli conoscere, ma ai diretti interessati l'appuntamento combinato non è piaciuto. Solo dopo aver scoperto di avere delle cose in comune, come la passione per il football, Jimmy e Rachel avranno modo di conoscersi meglio. Seth intende trascorrere la giornata in spensieratezza con Anna ma l'arrivo di Caleb e Julie rompe l'armonia fino a quel momento venutasi a creare, infastidendo in particolare Jimmy e Rachel. Anche Summer, che non riesce più a sopportare di vedere Anna con Seth, decide di presentarsi per il pranzo.
Seth e Summer si baciano appassionatamente nella casetta in piscina all'insaputa di Anna, ma anche Anna ha modo di baciare Seth all'interno della casa senza che Summer ne venga a conoscenza. Incapace di decidere, Seth si concede ad entrambe le ragazze, inventando scuse improbabili ogni volta.
Ryan scopre che l'automobile da consegnare appartiene al fratello di Teresa, la sua ex fidanzata. L'incontro consente a Ryan di lasciare Marissa in compagnia di Teresa, le quali hanno modo di fare conoscenza, sapendo che in questo modo sarà al sicuro. Scopre però che Marissa non ha avvisato sua madre prima di accompagnarlo e le ordina di ritornare immediatamente a Newport Beach.
Ryan decide di procedere alla consegna da solo, ma capisce che l'automobile non è sufficiente per saldare il debito del fratello. Marissa, che aveva deciso di seguire Ryan, interviene prima che sia troppo tardi.
I litigi fra Julie, Caleb, Jimmy e Rachel non permettono a Kirsten di badare al cibo in forno, che finisce per essere bruciato. Attirate dagli schiamazzi, Anna e Summer fanno contemporaneamente ingresso in casa, scoprendo loro malgrado del gioco di Seth.
- Altri interpreti: Melinda Clarke (Julie Cooper), Rachel Bilson (Summer Roberts), Bonnie Somerville (Rachel Hoffman), Samaire Armstrong (Anna Stern), Alan Dale (Caleb Nichol), Navi Rawat (Theresa Diaz), Gina Gallego (Eva), Demetrius Navarro (Arturo), Santiago Douglas (Gattas), Bradley Stryker (Trey Atwood)
- Musica: We Drink on The Job- Earlimart, Breathe Easy- Minibar, Different Stars- Trespassors William, Caravan- The Josh Buzon Trio, Caravan- Gordon Jenkins, Latinos Mundial- Mellowman Ace, Orange Sky- Alexi Murdoch.

## Il segreto
- Titolo originale: The Secret
- Diretto da: James Marshall
- Scritto da: Josh Schwartz, Allan Heinberg

### Trama
Dopo quanto avvenuto il Giorno del ringraziamento, Seth non ha idea di come affrontare Anna e Summer, così cerca in tutti i modi di non andare a scuola. Ryan è invece costretto a svolgere un compito assieme a Luke, recandosi a casa sua e conoscendo la sua famiglia. Una sera i due ragazzi si recano in una delle concessionarie del padre di Luke e lo scoprono in atteggiamenti intimi con il suo socio in affari. Il giorno dopo Ryan rivela a Marissa ciò che ha visto, assicurandosi che non lo dica a nessuno.
Julie è contrariata quando Jimmy le comunica che per ripianare i debiti dovranno vendere la casa al più presto. Anna e Summer passano molto tempo insieme e decidono di prendersi la rivincita su Seth. Jimmy confessa a Sandy di aver baciato Kirsten in un momento di debolezza, credendo che lei lo avesse già detto al marito.
A scuola iniziano a girare delle voci sull'omosessualità del padre di Luke e Ryan teme che sia stata Marissa a raccontarlo a qualcuno, deludendola per la mancanza di fiducia che ripone in lei. Sandy discute con Kirsten del bacio con Jimmy. Il giorno dopo, Julie e Kirsten, stufe dei pettegolezzi, decidono di passare un pomeriggio insieme, conoscendosi meglio.
Seth capisce di aver sbagliato e chiede scusa ad Anna e Summer, ma così facendo riaccende la rivalità fra le due ragazze, dato che entrambe gli chiedono di uscire. Ryan e Marissa, dopo aver chiarito il malinteso, cercano di consolare Luke ma, provocati da alcuni ragazzi, rimangono coinvolti in una rissa. Grazie all'aiuto di Sandy e Kirsten, Luke e suo padre si riconciliano. Julie comunica che Caleb ha deciso di comprare la sua casa.
- Altri interpreti: Melinda Clarke (Julie Cooper), Rachel Bilson (Summer Roberts), Samaire Armstrong (Anna Stern), Brian McNamara (Carson Ward), Kimberly Oja (Taryn Baker), Kevin West (Mr. Bendis), Kate Rodger (Meredith Ward), Katherine Disque (Lynn), Danielle Bisutti (Joan), Austin Dolan (Brad Ward), Shane Haboucha (Eric Ward), Rand Holdren (Ron), Jeffrey J. Dashnaw (Jamie), Ryan Bundra (Ragazzo n. 1), Nick Bundra (Ragazzo n. 2), Gregory Zarian (Gus)
- Musica: We Used To Be Friends- The Dandy Warhols, Get What You Need- Jet, If She Wants Me- Belle and Sebastian, Move On- Jet

## La festa di tutti
- Titolo originale: The Best Chrismukkah Ever
- Diretto da: Sanford Bookstaver
- Scritto da: Stephanie Savage

### Trama
Seth spiega con orgoglio a Ryan la sua invenzione del Chrismukkah, l'unione della festività cristiana del Natale con la festività ebraica del Chanukkah. I preparativi del Chrismukkah sono interrotti da Caleb, che intende portare in tribunale la causa che vede coinvolto anche Sandy, costringendolo a passare tutte le vacanze al lavoro.
Le ristrettezze economiche che sta attraversando Jimmy colpiscono Marissa, che propone al padre di saltare la celebrazione del Natale, ma lui rifiuta. Accompagnata da Ryan al centro commerciale, Marissa ruba un orologio e dei preziosi che non si può più permettere, venendo scoperta. Julie, infuriata per l'accaduto, decide di fissarle un appuntamento con uno psicologo.
Ryan, con suo disappunto, riceve dei regali da sua madre e da Trey. Seth decide di prendere anche per lui una calza da appendere al camino.
Kirsten, mettendo in ordine delle carte, scopre che il padre ha fatto redigere delle perizie sul terreno conteso, tenendo nascosto il fatto che è sismologicamente instabile e perciò non edificabile, per poterci guadagnare ugualmente. Nonostante sia consapevole del fatto che ciò signfica mettere nei guai il padre, Kirsten mostra le carte a Sandy.
Come ogni anno, a Newport Beach viene organizzata una grande festa alla quale Seth invita sia Anna sia Summer, essendo ancora indeciso su quale sia la ragazza giusta per lui. Marissa, complice la tensione accumulata nei giorni precedenti, inizia a bere sempre di più finendo per essere scoperta da Ryan, dilaniato dal fatto di dover rivivere anche a Newport Beach il triste Natale di sempre.
Seth comunica alle ragazze che intende averle come amiche, ma né Anna né Summer sono d'accordo. Marissa, compresa la gravità della situazione, decide di partecipare al colloquio con lo psicologo, dove conosce Oliver Trask, un altro paziente.
- Altri interpreti: Melinda Clarke (Julie Cooper), Rachel Bilson (Summer Roberts), Samaire Armstrong (Anna Stern), Alan Dale (Caleb Nichol), Taylor Handley (Oliver Trask), Todd Sherry (Cameriere), Mark Daniel Cade (Guardia), Tom Schmid (Poliziotto), Jason Pierce (Elfo n. 2)
- Musica: Santa Claus Is Coming To Town- The Ventures, Maybe This Christmas- Ron Sexsmith, (You Come In) Burned- by The Dandy Warhols, Hannukah Lights- Firstcom, Winter Wonderland- Peggy Lee, Silent Night- Firstcom, Santa Baby- Eartha Kitt, We Wish You A Merry Christmas- Firstcom, Blue Christmas- Bright Eyes

## Conto alla rovescia
- Titolo originale: The Countdown
- Diretto da: Michael Fresco
- Scritto da: Josh Schwartz

### Trama
Al termine di una serata passata insieme, Marissa dichiara a Ryan di amarlo e lui, imbarazzato, le risponde ringraziandola. Tornato nella sua casetta in piscina trova Hailey, la sorella di Kirsten, di ritorno da uno dei suoi viaggi. È la vigilia dell'anno nuovo e Oliver invita Marissa ad una festa molto esclusiva, ma Ryan non è entusiasta all'idea di parteciparvi. Marissa decide così di andarci con Summer.
Seth e Ryan hanno intenzione di passare la serata a casa, ma Hailey, che ha organizzato una festa in casa a loro insaputa, cerca di convincerli ad uscire come ha già fatto con Sandy e Kirsten. Gli invitati devastano la casa e i due ragazzi decidono di interrompere la festa. Oliver e Marissa iniziano a conoscersi meglio, mentre Summer parla di Seth con Anna, anche lei fra gli invitati.
Sandy e Kirsten, arrivati alla festa consigliata da Hailey, scoprono che si tratta di uno scambio di coppie e, per sfida, decidono di restare, anche se alla fine non staranno al gioco e se ne andranno.
Ryan scopre che Hailey ha dei grossi debiti e lei, per non fargli interrompere la festa, chiude lui ed il nipote nella casetta in piscina. Marissa trascorre gran parte della serata con Oliver che, sebbene sostenga di avere una ragazza, Natalie, cerca di farla dubitare dei sentimenti che prova per Ryan. Dopo essersi liberato e aver fatto terminare la festa, Ryan corre da Marissa ed arriva appena in tempo per la fine del conto alla rovescia. A mezzanotte i due si baciano, sotto gli occhi infastiditi di Oliver, e Ryan dice a Marissa che la ama. Anna, lasciata la festa, va invece da Seth per non lasciarlo solo e i due passano la serata insieme, mentre Summer bacia uno sconosciuto alla festa per poi accorgersi che chi vuole veramente è Seth.
- Altri interpreti: Taylor Handley (Oliver Trask), Samaire Armstrong (Anna Stern), Amanda Righetti (Hailey Nichol), Alaina Kalanj (Yvette), Kimberly Oja (Taryn Baker), Matt Phillips (Allan), Heidi Van Horne (Cameo), Jesse Brune (Festeggiante n. 1), Tim Lucason (Festeggiante n. 2), Shawn Bernal (Teenager ubriaco), Dita de Leon (Tuffatrice magra), Michael Lovan (Festeggiante), Mike Wike (Tuffatore magro)
- Musica: Selling Submarines- The Pattern, Make Up Your Mind- The Vacation, Walking On Moonlight- Brookeville, We've Had Enough- Alkaline Trio, Destiny- Zero 7 Photek Remix, Walkaway- Dropkick Murphy's, Ratso Rizzo- Laptop, Just A Ride- Jem, Over Driver- Singapore Sling, Did You Ever Get A Feeling Of Dread- Suicide Machines, Flowers- The Flaming Sideburns, Dice- Finley Quaye & Beth Orton

## Il terzo incomodo
- Titolo originale: The Third Wheel
- Diretto da: Sandy Smolan
- Scritto da: Melissa Rosenberg

### Trama
Hailey si rende conto di non essere la benvenuta, dato che normalmente era solita tornare dai suoi viaggi spericolati solo e unicamente quando avesse terminato la disponibilità finanziaria. La relazione con Anna sembra funzionare e Seth cerca di trovare il modo di dirlo a Summer senza ferirla. Quando Jimmy incontra la sorella di Kirsten, scopre di avere molte cose in comune con lei: la mancanza di soldi, di veri amici e di progetti futuri.
Nel frattempo, Ryan e Luke iniziano a stringere amicizia e decidono di andare con Seth a cena da Oliver, su invito di Marissa. Oliver riesce a conquistare tutti tranne Ryan, che si sente fuori luogo e geloso dei rapporti tra Oliver e Marissa. L'ostilità di Ryan verso Oliver cresce nel momento in cui lo stesso Oliver procura a Luke, Summer, Seth, Anna, Ryan e Marissa dei biglietti per un concerto, invitandoli ad andarci con lui e la presunta fidanzata Natalie. Quando si presentano all'entrata sembra però che nessuno conosca Oliver.
Sandy e Kirsten trascorrono la serata in compagnia di Jimmy e Hailey, che si erano dati appuntamento. Sandy, già contrariato, sbotta definitivamente quando Hailey offende Kirsten per l'ennesima volta, dicendole tutto quello che pensa riguardo al suo vivere a sbafo in casa sua. Quando Jimmy se ne sta per andare Hailey, uscita per scusarsi, lo bacia e gli rivela di aver avuto una cotta per lui fin da bambina.
Al concerto Ryan litiga con Marissa a causa di Oliver, ma mentre se ne sta andando vede che un poliziotto in borghese sta portando via lo stesso Oliver, che si era avvicinato allo stesso per acquistare della cocaina. Dopo aver avvisato Sandy, i due si recano in commissariato. Anna e Seth, infine, rivelano la loro relazione e Summer non la prende male come credevano. Sandy e Hailey si chiariscono così come Ryan e Marissa.
- Altri interpreti: Samaire Armstrong (Anna Stern), Taylor Handley (Oliver Trask), Amanda Righetti (Hailey Nichol), Megan Linder (Paula), Craig Warner (Barista), Antonio Leon (Poliziotto sotto copertura), Luke Bugenhagen (Ragazzo di passaggio), Rooney (Loro stessi), Ray Conchado (Buttafuori), Robert Schwartzman (sé stesso)

## Sul campo da golf
- Titolo originale: The Links
- Diretto da: Michael Lange
- Scritto da: Debra J. Fisher, Erica Messer

### Trama
Oliver, per sdebitarsi, invita tutti a Palm Springs nella villa dei suoi genitori, per giocare a golf. Kirsten e Sandy, invece, aspettano la visita di Caleb e Julie. Jimmy non trova lavoro a causa dei suoi precedenti e decide di trasferirsi, ma Sandy lo fa desistere e si offre di trovargliene uno.
Prima della partenza, Oliver annuncia di essersi lasciato con Natalie e Marissa decide di fare il viaggio con lui per consolarlo, scatenando la gelosia di Ryan. Inoltre, nemmeno i suoi genitori saranno presenti durante il weekend. Oliver fa di tutto per far infuriare Ryan e neanche a Luke va molto a genio: la prima sera, discutendo con Ryan, Oliver lascia intravedere i suoi problemi psicologici attraverso una furiosa crisi isterica. Summer, invece, cerca di infastidire Seth ed Anna, ma questi neanche se ne accorgono.
Sandy e Jimmy vanno intanto a cena fuori: hanno l'idea di comprare un ristorante che ha appena chiuso e rinnovarlo completamente. Oliver, dopo essere scappato, è tornato a Newport Beach e chiama Marissa dicendogli di aver preso molte pillole e di aver paura di morire. Lei e Ryan decidono così di tornare a casa per soccorrerlo. In realtà, però, è una bugia architettata per rovinare il loro weekend e per far vedere a Ryan quanto Marissa ci tenga a lui. Difatti, lei decide di passare la notte a casa sua per controllarlo e fargli compagnia. Kirsten litiga con Hailey per aver convinto al padre di non prestarle altro denaro, così Hailey decide di andarsene.
- Altri interpreti: Samaire Armstrong (Anna Stern), Alan Dale (Caleb Nichol), Taylor Handley (Oliver Trask), Amanda Righetti (Hailey Nichol), Michael Reilly Burke (Tom Willington)

## Rivali
- Titolo originale: The Rivals
- Diretto da: Ian Toynton
- Scritto da: Josh Schwartz

### Trama
Ryan decide di chiedere scusa a Marissa, promettendole che cercherà di andare d'accordo con Oliver, ma quando quest'ultimo si presenta come nuovo alunno alla loro scuola sembra sia davvero troppo. Seth si accorge invece, in seguito ad un suggerimento di Summer, che lui e Anna sono uguali ed hanno gli stessi gusti, tanto da sembrare più due fratelli che due fidanzati. Decide così di provare nuove esperienze.
Sandy è entusiasta delle nuove prospettive di lavoro al contrario di Jimmy, che non è più così convinto di aprire il ristorante. Nel frattempo, Julie chiede a Kirsten di essere assunta nel suo gruppo di lavoro come arredatrice di interni, venendo accontentata da Caleb. Summer ha iniziato a frequentare Danny, un ragazzo che sta simpatico a tutti tranne che a Seth, che mostra di esserne geloso.
Oliver confessa a Ryan di aver lasciato la sua vecchia scuola a causa di alcune gravi infrazioni che ha commesso. Ryan decide di andare a fondo alla questione e si reca a scuola di notte, venendo però sorpreso da un sorvegliante. La preside lo mette in punizione fino al momento della decisione del consiglio. Avendo però scoperto che Oliver ha cambiato scuola dopo aver tentato il suicidio, ruba una lettera che ha dato a Marissa e scopre che lui è innamorato di lei. La preside decide di mettere in guardia Marissa dal comportamento del fidanzato, che s'infuria quando scopre che Ryan ha letto la lettera che in realtà era indirizzata a Natalie e lo lascia.
Jimmy, alla fine, si decide a diventare socio di Sandy ed i due firmano il contratto, mentre Summer decide di lasciare Danny. Oliver si rivela a Ryan e quest'ultimo gli salta addosso.
- Altri interpreti: Samaire Armstrong (Anna Stern), Alan Dale (Caleb Nichol), Taylor Handley (Oliver Trask), Rosalind Chao (Preside Kim), Kevin West (Mr. Bendis), Bret Harrison (Danny), Joe Howard (Robert Mills).

## La verità
- Titolo originale: The Truth
- Diretto da: Rodman Flender
- Scritto da: Allan Heinberg

### Trama
Ryan viene sospeso ma anche Summer è concorde sul fatto che Oliver sia innamorato di Marissa, ritenendo che Ryan, seppur istintivo e rude, non l'avrebbe mai aggredito senza motivo. Nel frattempo, Oliver e Marissa trascorrono sempre più tempo insieme, ma il comportamento del ragazzo non piace nemmeno a Seth, Anna e Luke, che già non aveva una grande simpatia per Oliver e che inizia a pensare che Ryan abbia avuto ragione, diventando l'unico ad essere apertamente dalla sua parte.
Oliver sente un messaggio lasciato a Marissa da Ryan e si presenta al posto suo, all'insaputa di lei, facendogli credere che lei non lo voglia più vedere. Disperato, Ryan mette in guardia da Oliver perfino Julie, dalla quale Marissa passerà il weekend. Al lavoro, la stessa Julie sta facendo impazzire i colleghi, dal momento che ha intenzione di rimodernare tutti gli uffici. Caleb chiede a Kirsten di licenziare Julie al posto suo, mentre Oliver propone a Marissa di passare insieme il weekend.
Luke decide di indagare e scopre che non esiste nessuna Natalie e lo rivela a Ryan, che informa Marissa. Credendo che sia una bugia, Marissa scappa da Oliver per passare una serata da lui. Nel frattempo, Seth è alle prese con l'improvviso amore di Summer per i fumetti e lo scontento di Anna. Luke, passato a casa di Marissa, trova Julie in lacrime, poiché è stata appena licenziata da Caleb e la consola.
Alla reception dell'hotel in cui alloggia Oliver, Marissa scopre che la vera Natalie Bishop è una dipendente dell'albergo. Delusa dalle menzogne, quando chiede spiegazioni ad Oliver, lui ha una crisi nervosa. Marissa riesce appena in tempo a chiamare Ryan che, accompagnato da Sandy, corre in suo aiuto e la salva da un Oliver armato di pistola. Anna decide di lasciare Seth perché questi pensa ancora a Summer.
- Altri interpreti: Samaire Armstrong (Anna Stern), Alan Dale (Caleb Nichol), Taylor Handley (Oliver Trask), Debi M. Cox (Natalie Bishop), Bryan Fuller (Guardia della sicurezza n. 1), Jack Merrill (Lavoratore)

## Cuore infranto
- Titolo originale: The Heartbreak
- Diretto da: Lev L. Spiro
- Scritto da: Josh Schwartz

### Trama
È il giorno di San Valentino, ma l'unica persona entusiasta della ricorrenza pare essere Kirsten, anche perché le cose tra Ryan e Marissa, dopo l'incidente con Oliver, sembrano non essere più come prima.
Viene organizzato un ballo di San Valentino e Kirsten e Sandy litigano perché quest'ultimo non ci vuole andare, ritenendo San Valentino una festa superficiale. Jimmy riceve un regalo anonimo e Seth si rende conto di aver amato solo Summer e, dopo averglielo dichiarato, i due fanno l'amore. Anche Marissa decide di fare l'amore per farsi perdonare, ma Ryan ancora non se la sente.
Ai preparativi della festa, Ryan incontra Teresa, la sua vecchia fidanzata di Chino, che lavorerà durante la serata come cameriera. Solo a lei riesce a raccontare tutto l'accaduto dei giorni precedenti ed i due scoprono d'andare ancora molto d'accordo. Jimmy scopre che è stata Hailey ad inviargli i cioccolatini, mentre era ospite su una barca nel porto. I due decidono di passare la serata insieme al ristorante di Jimmy e Sandy.
Dopo l'ennesimo tentativo di riavvicinamento, Ryan confessa a Marissa che non crede di riuscire a continuare la loro storia e quando lei lo vede andare via con Teresa pensa sia davvero finita. Ryan passa la serata a chiacchierare con Teresa, ma dopo che quest'ultima se ne va Marissa lo raggiunge, confermandogli di non voler rinunciare a lui, scusandosi per non avergli creduto su Oliver e promettendogli che non succederà più che qualcuno si metta in mezzo a loro due. Ryan, ferito dalla totale mancanza di fiducia di Marissa, le fa capire che non ha la forza di dimenticare e la lascia.
Luke, nel frattempo infatuatosi di Julie, una volta lasciata la festa la raggiunge a casa sua, dichiarandosi. Infine, anche loro faranno l'amore.
- Altri interpreti: Amanda Righetti (Hailey Nichol), Navi Rawat (Theresa Diaz), Sage Kirkpatrick (Alexis)

## La telenovela
- Titolo originale: The Telenovela
- Diretto da: Sanford Bookstaver
- Scritto da: Stephanie Savage

### Trama
Ryan e Marissa decidono di restare amici, così come Anna e Seth. Summer decide di non rendere pubblica la sua relazione con Seth, il quale è geloso dei suoi rapporti con gli altri ragazzi. Spinto da Anna, però, decide di non accettarla in privato finché lei non lo accetterà in pubblico.
Nel frattempo, Caleb chiede a Sandy di prestare assistenza legale a Sean, un suo grande amico. Sandy accetta ma quando scopre che sotto potrebbe esserci lo zampino di Caleb, Sean minaccia di raccontare qualcosa di falso su di lui al procuratore. Julie decide di troncare la storia con Luke, consapevole dell'assurdità della stessa, dovendo inoltre rivedere Caleb, che si presenta a casa sua sebbene lo mandi via in malo modo. Ryan scopre che anche Teresa è in un momento di pausa con Eddie, il suo ragazzo.
Quando Eddie va a trovare Ryan per chiedergli se avesse visto Teresa, Ryan scopre che i due in realtà sono fidanzati ufficialmente. Sandy decide di rifiutare il caso di Sean, ma Caleb lo costinge a ripensarci facendogli notare che Kirsten potrebbe essere accusata insieme a lui.
Seth e Summer superano le loro incomprensioni grazie all'aiuto di Anna, mostrandosi in pubblico come una vera coppia. Marissa, intanto, va a trovare Teresa in hotel per mettere in chiaro la situazione, mentre Ryan è andato a parlare con Eddie.
- Altri interpreti: Samaire Armstrong (Anna Stern), Alan Dale (Caleb Nichol), Navi Rawat (Theresa Diaz), Richard Herd (Bill Shaughnessy/Zio Shaun), Eric Balfour (Eddie), Wilson Bethel (Brad)

## Ragazze in partenza
- Titolo originale: The Goodbye Girl
- Diretto da: Patrick R. Norris
- Scritto da: Josh Schwartz

### Trama
Caleb è stato nominato "Uomo dell'anno" e Kirsten terrà un ricevimento a casa in suo onore. Anna comunica a Seth e Summer che tornerà a Pittsburgh, ma Seth teme che ciò possa essere dovuto a causa sua.
Ryan e Teresa continuano a frequentarsi, ma quando Eddie lo scopre non la prende bene e litiga con Ryan. Sandy non è ancora convinto del caso di Sean e ne parla con il procuratore, con il quale si mette d'accordo in modo che il querelante abbia dei grandi profitti ritirando l'accusa. Marissa cerca di stringere amicizia con Teresa, invitandola al party di Caleb e prestandole un vestito. Al ricevimento in onore di Caleb partecipa anche Anna, desiderosa di salutare tutti i suoi amici prima della partenza tranne Seth, al quale non sa cosa dire e per questo gli lascia una lettera.
Luke e Julie decidono di continuare la loro relazione clandestina e Jimmy inizia a sospettare qualcosa. Eddie si presenta al party per parlare con Teresa e lui e Ryan vengono alle mani. Questo la spinge a tornare a Chino senza dirlo a Ryan. Seth corre da Anna per impedirle di partire, la ragazza però sa che nonostante ami Seth andarsene è la scelta più giusta visto che la loro sarebbe stata sempre e solo un'amicizia.
- Altri interpreti: Samaire Armstrong (Anna Stern), Alan Dale (Caleb Nichol), Navi Rawat (Theresa Diaz), Lamont Thompson (Greg Hoades), Eric Balfour (Eddie), Shailene Woodley (Kaitlin Cooper da bambina) Katherine Disque (Lynn), Danielle Bisutti (Joan), Phil Abrams (Mr. Sheeran)

## La città incantata
- Titolo originale: The L.A.
- Diretto da: David Barrett
- Scritto da: Josh Schwartz

### Trama
Ryan e Seth scoprono per caso la relazione fra Luke e Julie al motel dove Teresa alloggiava, mentre Marissa e Summer vengono invitate alla festa di compleanno di un divo del cinema.
Jimmy e Sandy vanno incontro a delle difficoltà con il ristorante e sono costretti a chiedere aiuto a Julie e Caleb, rispettivamente come arredatrice e come finanziatore. Per trovare i fondi necessari agli ultimi lavori, organizzano una cena. Ryan comunica a Luke di aver scoperto la sua relazione con Julie e gli intima di interromperla, approfittando del giorno in cui Marissa sarà a Los Angeles per la festa. Qui, Marissa e Ryan incontrano Hailey, che lavora come ballerina di lap dance in un locale. Sandy, venutolo a sapere, ordina loro di tornare a casa immediatamente.
Luke cerca in tutti i modi di parlare con Julie e le comunica di voler troncare la loro storia. Julie subito si consola con Caleb, dandosi un appuntamento. Jimmy arriva al locale di Los Angeles e parla con Hailey, convincendola a tornare a casa. Luke incontra Ryan per comunicargli la fine della relazione con Julie ma Marissa lo sente, scoprendo così della relazione clandestina fra il suo ex fidanzato e sua madre.
- Altri interpreti: Paris Hilton (Kate), Amanda Righetti (Hailey Nichol), Alan Dale (Caleb Nichol), Al Sapienza (Proprietario del Luna Chicks), Colin Hanks (Grady Bridges), John David Conti (Manager), Stu 'Large' Riley (Ed), Steffany Huckaby (April), Mary Castro (Ballerina al Luna Chicks), Hans Raith (Buttafuori), Emily VanSonnenberg (Ballerina)

## La nonna
- Titolo originale: The Nana
- Diretto da: Lange
- Scritto da: Allan Heinberg

### Trama
Marissa scappa dopo aver scoperto la relazione fra Julie e Luke, ma Ryan non riesce più a trovarla. Sandy comunica che la madre Sophie, rigida ebrea praticante, verrà in visita per festeggiare la Pasqua. Nel frattempo, i rapporti fra Jimmy e Hailey si fanno sempre più importanti ed intimi.
Ryan intuisce che Marissa possa essere andata da Teresa, trovandola infatti a casa sua, dove scopre che proprio quel giorno si festeggerà il fidanzamento fra Eddie e Teresa. Marissa pare decisa a voler restare a Chino, nonostante l'insistenza di Ryan.
Il temuto arrivo di nonna Sohpie sorprende la famiglia Cohen, che stenta a riconoscerla: da cattiva e scortese è diventata buona e gentile. Sandy scopre che il suo cambiamento è dovuto ad un cancro ai polmoni di stadio molto avanzato. Sophie si rifiuta di farsi curare, Seth lo scopre e la nonna decide di aprirsi con lui.
A Chino, Ryan ha una lite con Eddie ma, grazie all'intercessione di Marissa, i due si calmano. Sophie alla fine decide di fare la chemioterapia e Marissa di tornare a Newport Beach ed affrontare sua madre.
- Altri interpreti: Linda Lavin (Sophie 'Nana' Cohen), Amanda Righetti (Hailey Nichol), Navi Rawat (Theresa Diaz), Eric Balfour (Eddie), Cynthia Avila (Eva), Doug Ballard (Peter Johnson), Henry Kingi Jr. (Compagno di Eddie)

## La proposta
- Titolo originale: The Proposal
- Diretto da: Helen Shaver
- Scritto da: Liz Friedman, Josh Schwartz

### Trama
Luke decide di lasciare Newport Beach, trasferendosi con il padre, ma ritiene giusto dirlo a Marissa. Sandy e Jimmy sono in fermento per la prossima apertura del ristorante, ma il loro entusiasmo viene troncato da una revoca del permesso sulla vendita di bevande alcoliche. Sandy scopre che il nuovo commissario è un ex creditore di Jimmy, per colpa del quale ha perso molti soldi: il consiglio è di estromettere Jimmy dagli affari.
Ryan e Marissa decidono di tornare insieme ma ricevono una visita di Caleb, che comunica loro la sua intenzione di sposare Julie. All'inaugurazione del ristorante Kirsten scopre la relazione fra Hailey e Jimmy, sebbene i due avessero deciso di tenerlo segreto. Luke arriva alla festa proprio nel momento in cui Caleb si dichiara e se ne va, ubriaco, provocando un incidente dove lui si ferisce gravemente. Sandy comunica a Jimmy il problema e la sua decisione di chiedere aiuto a Caleb.
Luke e Marissa finalmente riescono a chiarire e anche lui e Ryan si lasciano da buoni amici. Caleb propone a Marissa di tornare a vivere con la madre in cambio dell'aiuto che lui è in grado di offrire al padre per quanto riguarda il ristorante e lei è costretta ad accettare.
- Altri interpreti: Amanda Righetti (Hailey Nichol), Alan Dale (Caleb Nichol), Brian McNamara (Carson Ward), Doug Ballard (Peter Johnson), Zuzana Hibdon (Ospite al matrimonio)

## Il fidanzamento
- Titolo originale: The Shower
- Diretto da: Sandy Smolan
- Scritto da: J.J. Philbin

### Trama
Teresa contatta Sandy per una consulenza legale e recatosi all'appuntamento scopre che Eddie l'ha picchiata. I preparativi per il matrimonio tra Caleb e Julie procedono nella generale scontentezza e Summer decide di presentare Seth al padre.
Marissa scopre la relazione tra il padre e Hailey e ne è felice, ma deve preparare la festa per il matrimonio e per vendicarsi invita la sorella della madre, la zia Cindy, con la quale non si sentivano da diversi anni. Ryan, andato a ritirare un dolce nel negozio dove lavora Teresa, vede i suoi lividi e va su tutte le furie con Eddie e con Sandy che l'ha tenuto all'oscuro di tutto.
Il ricevimento ha inizio e tutto procede bene finché Cindy, ubriaca, si decide a rivelare dettagli scomodi della vita della sorella; anche Ryan litiga con Teresa perché scopre che non è la prima volta che Eddie la picchia e, arrabbiato, torna a Chino per affrontarlo, ma all'ultimo momento capisce di dover parlare solo con lei per convincerla a non tornare a casa; lei decide così di restare un po' dai Cohen.
Summer comunica a Seth che l'incontro con il padre non è andato molto bene e, dal momento che per lei il suo parere è importante, non sa più come comportarsi.
- Altri interpreti: Amanda Righetti (Hailey Nichol), Navi Rawat (Theresa Diaz), Holly Fields (Zia Cindy), Michael Nouri (Dr. Neil Roberts), Danielle Bisutti (Joan), Alan Dale (Caleb Nichol), Katherine Disque (Lynn)

## Senza veli
- Titolo originale: The Strip
- Diretto da: James Marshall
- Scritto da: Allan Heinberg

### Trama
Tutti sono invitati all'addio al celibato di Caleb a Las Vegas, e le donne, per non essere da meno, organizzano una festa per Julie. Teresa ha bisogno di denaro per andarsene via e Ryan e Seth decidono di giocare i risparmi di quest'ultimo al black jack per aiutarla; in hotel vanno in piscina e Seth incontra Jenn che approfitta di lui, un cliente dell'albergo, per poter entrare.
Summer, pentita di averlo lasciato solo a causa del padre, lo chiama proprio mentre lei lo bacia e riattacca infuriata. Jenn propone ai due di andare a giocare ad un torneo di poker e loro accettano, non potendo entrare nei casinò perché minori di 21 anni. Nel frattempo a casa Teresa confessa a Marissa di essere incinta e di non sapere se il padre sia Eddie oppure Ryan. Sandy capisce che è stato Caleb a non far rilasciare l'autorizzazione necessaria per il ristorante soltanto per poterlo comprare e rivendere ad un prezzo più alto; si decide così a rivelarlo al potenziale acquirente che rifiuta l'affare; Jimmy lo prende a pugni anche per aver minacciato la figlia.
Dopo aver vinto i soldi necessari Seth invita Jenn e le sue amiche nella suite dove arrivano anche Summer, ancora arrabbiata e il "titolare" delle ragazze che, si scopre, sono prostitute. A casa Julie e Hailey si picchiano dopo aver litigato per Jimmy e Caleb. Marissa arrabbiata racconta a Ryan ciò che le ha detto Teresa e lui ne resta scioccato.
- Altri interpreti: Amanda Righetti (Hailey Nichol), Navi Rawat (Theresa Diaz), Kristen Renton (Jenn), Kevin Rankin (Lucas), Alan Dale (Caleb Nichol), Gwendoline Yeo (Sara), Jerry Schumacher (Robert Campbell), David Rountree (Camionista con il cappello), Christopher Showerman (Pompiere), Natalie Blalock (Gail Van Deepen)

## I nodi al pettine
- Titolo originale: The Ties That Bind
- Diretto da: Patrick R. Norris
- Scritto da: Josh Schwartz

### Trama
Sandy, andatosi a scusare con Caleb su richiesta di Kirsten, viene a sapere che il Newport Group, l'azienda di famiglia, rischia la bancarotta: era questo il motivo per cui voleva il ristorante. Ryan non riesce a decidere se restare con Marissa oppure occuparsi di Teresa e del bambino, ma quest'ultima mette fine ai suoi dubbi comunicandogli di voler abortire.
Poco prima del matrimonio Caleb, Julie e le due figlie si trasferiscono nella nuova enorme villa. Kirsten si offre di accompagnare Teresa il giorno dell'operazione e le confida che anche lei in gioventù ha dovuto prendere la sua stessa decisione; alla fine la ragazza cambia idea e decide di tenere il bambino e tornare a Chino, chiedendo a Ryan di andare con lei. Durante la cena a casa dei Cohen prima del matrimonio, gli animi degli invitati sono molto tesi e quando Ryan in spiaggia comunica ai suoi amici la decisione di tornare a casa tutti ne restano male, soprattutto Marissa e Seth; questi due litigano incolpandosi a vicenda dell'accaduto.
Arriva finalmente il tanto atteso giorno del matrimonio e Ryan e Marissa si chiariscono con un ballo che decreta la fine della loro storia. Seth, ancora arrabbiato, decide di partire con la sua barca alla volta di Tahiti. Si ripete così la scena sul vialetto di casa Cooper, in cui Ryan e Marissa si scambiano un triste sguardo d'addio proprio come nel primo episodio. La stagione termina con la ragazza che ricomincia a dipendere dall'alcool e Seth sul suo catamarano che abbandona Newport Beach al tramonto.
- Altri interpreti: Amanda Righetti (Hailey Nichol), Navi Rawat (Theresa Diaz), Holly Fields (Cindy), Alan Dale (Caleb Nichol), Shailene Woodley (Kaitlin Cooper), Hamilton Mitchell (Reverendo Donahue), Jay Kenneth Johnson (Vince), Andrea Davis (commesso del fornaio), Jem Griffiths (sé stessa), Alison Hills (ospite al matrimonio)